# The Whistlers
The Whistlers är en bergstopp i Kanada.   Den ligger i provinsen Alberta, i den centrala delen av landet, 3 100 km väster om huvudstaden Ottawa. Toppen på The Whistlers är 2 181 meter över havet. The Whistlers ingår i The Ramparts.
Terrängen runt The Whistlers är kuperad österut, men västerut är den bergig. Trakten runt The Whistlers är nära nog obefolkad, med mindre än två invånare per kvadratkilometer.. Närmaste större samhälle är Jasper Park Lodge, 9,4 km nordost om The Whistlers.
I omgivningarna runt The Whistlers växer i huvudsak barrskog.